# جون إدوارد جينينغز
جون إدوارد جينينغز (بالإنجليزية: John Edward Jennings)‏ (1906 - 1973)؛ روائي أمريكي.